# Рошково (Равицький повіт)
Рошково (пол. Roszkowo) — село в Польщі, у гміні Мейська Ґурка Равицького повіту Великопольського воєводства.
Населення — 267 осіб (2011).
У 1975-1998 роках село належало до Лешненського воєводства.

## Демографія
Демографічна структура станом на 31 березня 2011 року:
|          | Загалом | Допрацездатний вік | Працездатний вік | Постпрацездатний вік |
| -------- | ------- | ------------------ | ---------------- | -------------------- |
| Чоловіки | 136     | 35                 | 91               | 10                   |
| Жінки    | 131     | 29                 | 76               | 26                   |
| Разом    | 267     | 64                 | 167              | 36                   |